# Гвардєйськ
Гвардє́йськ (рос. Гвардейск), до 1945 р. Тапіау (нім. Tapiau) — місто в історичній Пруссії (з 1945 в Росії, Калінінградська область, Гвардєйський район). Складова Гвардєйського міського поселення. Завезеного населення — 13321 особа (2015). Місто Тапіау  є батьківщиною  видатного німецького художника Ловіса Коринта.  

## Назва
- Тапіау (нім. Tapiau) — традиційна німецька назва міста.
- Теплява (лит. Tepliava) — литовська назва, похідна від німецької.
- Тапява (пол. Tapiawa, Tapiewo) — польська назва, похідна від німецької.
- Гвардійськ (рос. Гвардейск) — радянсько-російська назва з 1945 року.